# Pilosocereus piauhyensis
Pilosocereus piauhyensis là một loài thực vật thuộc họ Cactaceae. Đây là loài đặc hữu của Brasil. Môi trường sống tự nhiên của chúng là vùng nhiều đá.